# Instituto Federal do Paraná
O Instituto Federal de Educação, Ciência e Tecnologia do Paraná (IFPR) é uma instituição pública de ensino mantida pelo governo federal especializada na oferta gratuita de educação profissional e tecnológica nas diferentes modalidades e níveis de ensino.
O instituto conta com uma reitoria e campi na cidade de Curitiba e campi em Assis Chateaubriand, Campo Largo, Capanema, Cascavel, Colombo, Foz do Iguaçu, Irati, Ivaiporã, Jacarezinho, Jaguariaíva, Londrina, Palmas, Paranaguá, Paranavaí, Pinhais, Pitanga, Telêmaco Borba, Umuarama e União da Vitória. e campi avançados nas cidades de Astorga, Barracão, Coronel Vivida, Goioerê e Quedas do Iguaçu. 

## História
O Instituto Federal do Paraná (IFPR), estabelecido em dezembro de 2008 através da Lei 11.892 que instituiu a Rede Federal de Educação Profissional e Tecnológica, foi idealizado mediante a transformação da Escola Técnica da Universidade Federal do Paraná (ET-UFPR), que passou a ter autonomia administrativa e pedagógica.
O campus de Telêmaco Borba iniciou suas atividades no dia 29 de março de 2010 e está localizado no Jardim Bandeirantes.
O campus Umuarama do Instituto Federal do Paraná teve as atividades iniciadas em 24 de maio de 2010. Já o campus de Palmas abrigava a antiga UNICS. A instituição foi federalizada em fevereiro de 2010. Mas o seu funcionamento foi aberto a partir de 2011, por motivos burocráticos.
Em 2011 a Prefeitura de Londrina doou um terreno de cerca de 57 mil m² para a construção da nova sede do IFPR – Campus Londrina. A área fica situada na Avenida da Liberdade – Bairro Gleba Jacutinga, próximo ao Estádio do Café. A construção começou no final de 2017 e está prevista para terminar até 2020.

## O Instituto
O IFPR está vinculado ao Ministério da Educação (MEC) por meio da Secretaria de Educação Profissional e Tecnológica (SETEC). Oferece educação superior, básica e profissional, especializada na oferta gratuita de educação profissional e tecnológica nas diferentes modalidades e níveis de ensino. Dentro do IFPR os cursos estão divididos nos seguintes níveis: 
São oferecidos cursos em diferentes níveis e modalidades como formação inicial e continuada (FIC), educação de jovens e adultos (EJA), ensino médio integrado as cursos técnicos, cursos técnicos concomitantes ou subsequentes, cursos superiores e pós.
Educação a Distância (EAD): São cursos de diversos níveis oferecidos com uma tecnologia de ensino via internet baseada no ambiente virtual de aprendizagem Moodle.   Nessa modalidade, os alunos assistem às aulas presencias (20% das aulas são presenciais) nos polos de apoio distribuídos em diversos municípios do Paraná. Nas cidades onde não existe campi do IFPR o ensino a distância é ofertado por meio de parceria com as prefeituras.  Alguns cursos possuem 20% das aulas presenciais, outros são 100% a distância.  Há também parceria com outras Instituições como a SENASP (Secretaria Nacional de Segurança Pública), para oferta do Curso de Tecnólogo em Segurança Pública (100% online - apenas as provas são presenciais).  Este curso é destinado exclusivamente aos integrantes das forças de Segurança Pública (Policiais Civis e Militares, Bombeiros e Guardas Municipais).  
Atualmente são 25 campi distribuídos por todo o estado do Paraná e polos de apoio presencial em mais de 230 cidades paranaenses e em todos os estados da federação pelo setor de Educação à Distância (EAD) do IFPR. Em 2019 o instituto oferece 43 cursos técnicos presenciais, 11 cursos técnicos na modalidade à distância, 20 de nível superior de modalidade presencial, 3 cursos de especialização na modalidade presencial e 1 cursos de especialização na modalidade a distância, todos públicos e gratuitos. Atende cerca de 26 mil estudantes entre cursos de modalidade presencial e a distância.